# Kanton Mérignac-1
Der Kanton Mérignac-1 ist seit 1982 ein französischer Wahlkreis im Arrondissement Bordeaux im Département Gironde in der Region Nouvelle-Aquitaine; sein Hauptort ist Mérignac. 

## Gemeinden
Der Kanton besteht aus zwei Gemeinden und Gemeindeteilen mit insgesamt 53.703 Einwohnern (Stand: 1. Januar 2022) auf einer Gesamtfläche von 23,76 km²:
| Gemeinde          | Einwohner 1. Januar 2022 | Fläche km² | Dichte Einw./km² | Code INSEE | Postleitzahl |
| ----------------- | ------------------------ | ---------- | ---------------- | ---------- | ------------ |
| Le Haillan        | 11.499                   | 9,26       | 1.242            | 33200      | 33185        |
| Mérignac          | 42.204                   | 14,50      | 2.911            | 33281      | 33700        |
| Kanton Mérignac-1 | 53.703                   | 23,76      | 2.260            | 3318       | –            |

1. ↑   Nur der nördliche Teil der Gemeinde, der Rest gehört zum Kanton Mérignac-2.

Bis zur landesweiten Neuordnung der französischen Kantone im März 2015 gehörte zum Kanton Mérignac-1 nur ein Teil der Gemeinde Mérignac. Er besaß vor 2015 einen anderen INSEE-Code als heute, nämlich 3351.